# Isaac Dogboe
Isaac Dogboe est un boxeur ghanéen né le 26 septembre 1994 à Accra.

## Carrière
Passé professionnel en 2013, il devient champion du monde des poids super-coqs WBO le 28 avril 2018 en battant par KO au 11e round Jessie Magdaleno. Dogboe conserve son titre le 25 août 2018 par arrêt de l'arbitre au premier round contre le japonais Hidenori Otake puis est battu aux points par le mexicain Emanuel Navarrete le 8 décembre 2018. Il perd également le combat revanche par arrêt de l'arbitre au 12e round le 11 mai 2019 ainsi que contre Robeisy Ramírez le 1er avril 2023 pour le gain du titre vacant des poids plumes WBO.